# Tornaľa
Tornaľa (mađ. Tornalja), između 1948. – 1992. kao Šafárikovo, je grad u Banskobistričkom kraju u  Slovačkoj. Upravno pripada okrugu Revúca.

## Povijest
Prvi pisani spomen grada je iz 1245. kao Köwy. Do 1918. pripadao je Kraljevini Ugarskoj, a zatim je došao u novo formiranu državu Čehoslovačku. Od 1938. do 1945. nakratko se vratio Mađarskoj, da bi 1993. postao dio Slovačke.

## Stanovništvo
| Godina:     | 1993. | 2003.   | 2013.   | 2023.   |
| ----------- | ----- | ------- | ------- | ------- |
| Broj ljudi: | 8394  | 8022    | 7415    | 6741    |
| Razlika:    |       | -4,43 % | -7,56 % | -9,08 % |

| Godina:     | 2022. | 2023.   |
| ----------- | ----- | ------- |
| Broj ljudi: | 6791  | 6741    |
| Razlika:    |       | -0,73 % |

Grad je prema popisu stanovništva iz 2001. godine imao 8.169 stanovnika.

### Etnički sastav
- Mađari 62,14%
- Slovaci 29,77%
- Romi 6,70%
- Česi 0,50%[6]

### Religija
- rimokatolici 49,37%
- ateisti 17,03%
- luterani 7,33%[6]

## Vanjske poveznice
- Web stranica grada
- Informacije o gradu  Arhivirana inačica izvorne stranice od 20. siječnja 2021. (Wayback Machine)

### Ostali projekti
|  | Zajednički poslužitelj ima još gradiva o temi Tornaľa |